# Pink Fairies
Pink Fairies fue una banda de rock de la escena underground y psicodélica de Londres de comienzos de los años 1970. 
Surgidos del seno de The Deviants, promovían la música gratuita, el consumo de drogas y el anarquismo, además de tocar conciertos improvisados y utilizar otras proezas agitprop, como tocar gratis en las puertas del festival de la Isla de Wight o los Windsor Free Festivals, además de aparecer en la primera excursión de Glastonbury y Phun City.
Luego de una inestable carrera a lo largo de la década, con algunos cambios en la formación, y tres long play editados, el grupo se separa en 1977, reapareciendo diez años después con un cuarto álbum Kill 'Em and Eat 'Em (1987).
Una subsiguiente reencarnación de Pink Fairies ha editado dos discos de estudio más, con los miembros originales Paul Rudolph y Twink: Pleasure Island y No Picture, de 1996 y 1997 respectivamente.

## Discografía

### Álbumes
- 1971 – Never Never Land (Polydor) – Rudolph; Sanderson; Hunter; Twink
- 1972 – What a Bunch of Sweeties (Polydor) – Rudolph; Sanderson; Hunter
- 1973 – Kings of Oblivion (Polydor) – Wallis; Sanderson; Hunter
- 1987 – Kill 'Em and Eat 'Em (Demon) – Wallis; Colquhoun; Sanderson; Hunter; Twink
- 1996 – Pleasure Island (Twink Records) – Twink; Rudolph
- 1997 – No Picture (Twink Records) – Twink; Rudolph
- 2016 – Naked Radio (Gonzo) - Colquhoun; Hunter; Sanderson
- 2018 -  "Resident Reptiles" - Rudolph; Alan Davey; Lucas Fox.

### Álbumes recopilatorios
- 1975 - Flashback (Polydor)
- 1999 - Live at the Roundhouse / Previously Unreleased / Do It '77 (Big Beat)
- 1999 – Master Series (Universal)
- 2002 – Up the Pinks – An Introduction to Pink Fairies (Polydor)

### Sencillos
- 1971 - "The Snake"/"Do It" (Polydor) – Rudolph; Sanderson; Hunter; Twink
- 1973 - "Well, Well, Well"/"Hold On"  (Polydor) – Wayne; Sanderson; Hunter
- 1976 - "Between the Lines"/"Spoiling for a Fight" (Stiff) – Wallis; Stone; Sanderson; Hunter
- 1977 - "Do It '77"/"Psychedelic Punkeroo"/"Enter The Diamonds" (as Twink and the Fairies) (Chiswick) – Twink

### Álbumes en directo y otros
- 1982 – Previously Unreleased (Miniálbum, Big Beat) – Wallis; Sanderson; Butler
- 1982 – Live at the Roundhouse 1975 (Big Beat) – Wallis; Rudolph; Sanderson; Hunter; Twink
- 1998 - The Golden Years: 1969–1971 (Cleopatra Records) – Rudolph; Sanderson; Hunter; Twink (live, BBC sessions, material en solitario de Twink)
- 1998 - Mescaline and Mandies Round at Uncle Harry's (NMC) – Rudolph; Sanderson; Hunter; Twink; Burton (BBC sessions, directo)
- 1999 - Do It! (Total Energy) – Rudolph; Sanderson; Hunter; Twink (directo, material en solitario de Twink)
- 1999 - Live at Weeley 1971 (Get Back) – Rudolph; Sanderson; Hunter (directo)
- 2005 - Chinese Cowboys (Captain Trip) – Wallis; Colquhoun; Sanderson; Hunter; Twink (directo 1987)
- 2008 - Finland Freakout 1971 (MLP) - Rudolph; Sanderson; Hunter (live)